# Culturele antropologie

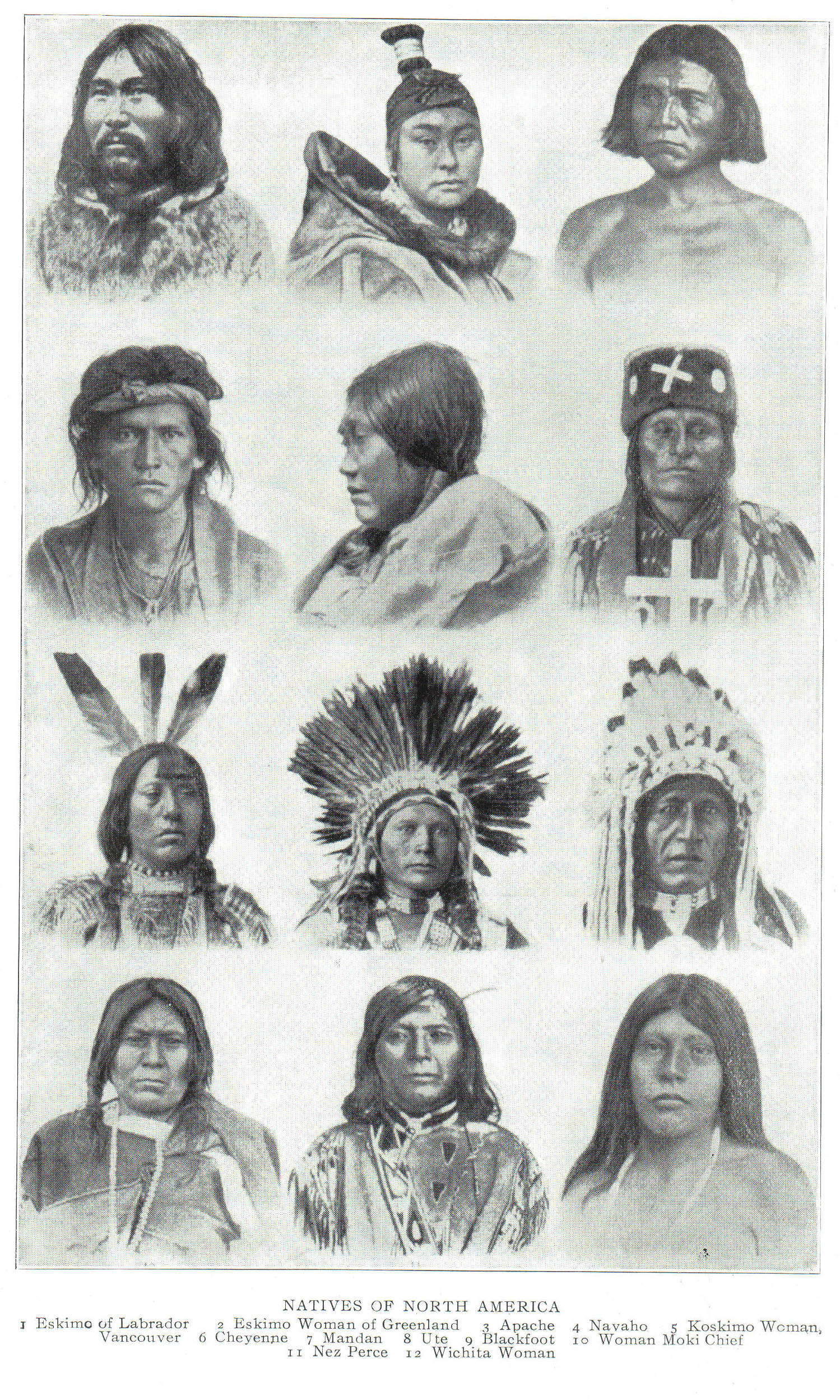
De inheemse bevolking van de Verenigde Staten. v.l.n.r.
1. Eskimo (Inuit) van Labrador,
2. Eskimovrouw van Groenland,
3. Apache,
4. Navaho,
5. Koskimo-vrouw, Quatsino, Vancouver Island,
6. Cheyenne,
7. Mandan,
8. Ute,
9. Blackfoot,
10. Vrouwelijke Moki-chief,
11. Nez Percé,
12. Wichitavrouw

Culturele antropologie, ook volkenkunde of sociale antropologie genoemd, is de sociale wetenschap die het sociale gedrag, de economische structuur en de religie van volken en bevolkingsgroepen bestudeert.  Het is een van de vier onderdelen van de antropologie.

## Definitie van het begrip cultuur
De culturele antropologie is een relatief jonge tak van wetenschap, die zich niettemin al sterk ontwikkeld heeft. Waar men in de 19e eeuw door het kolonialisme geïnspireerd werd om verschillende bevolkingsgroepen onder te brengen in verschillende culturen, is de hedendaagse culturele antropologie de wetenschap die bij uitstek de onderlinge samenhang tussen verschillende culturen bestudeert.
De definitie van het begrip cultuur is ingewikkelder gebleken dan aanvankelijk werd gedacht. Niet alleen zijn culturen flexibel en veranderlijk, er zijn ook geen duidelijke scheidslijnen tussen verschillende culturen aan te wijzen. Antropologen die zich veel met het cultuurbegrip en de invloed van cultuur hebben beziggehouden zijn Arjun Appadurai en Pierre Bourdieu.

## Ontwikkeling van het vakgebied

### Eurocentrisme en westerse beschavingsmissie via kolonisatie
In de  eurocentristische, culturele antropologie van de 20e eeuw werden culturen geordend van "minst" naar "meest" beschaafd. Dit kwam naar voren in begrippen als beschavingspeil en trap van beschaving. Hierbij was de hoogste trede gereserveerd voor de Europese en Noord-Amerikaanse beschaving, de laagste trede voor geïsoleerd levende stammen, die werden aangeduid als inboorlingen, wilden of primitieven. Het begrip beschaving impliceerde in de belevingswereld van die tijd "hogere" cultuur.
Deze etnocentrische visie stemde overeen met de opdracht of "The white man's burden" vanuit de koloniserende, Westerse mogendheden, om (Europese) 'beschaving' te brengen naar de 'lagere, mindere culturen'. De 'superioriteit' van de 'Europese beschaving' werd beschouwd als een geldige legitimatie voor Europese suprematie. De verschillende trappen van beschaving werden in deze negentiende-eeuwse, evolutionistische cultuuropvatting - naar analogie van Darwins evolutietheorie - beschouwd als opeenvolgende stadia in een opgaand lineair evolutieproces.

### Verondersteldeculturele evolutie
Precies zoals de aarde via selectieprocessen ('Survival of the Fittest', waarbij 'fittest' niet 'fitste' betekent, maar 'meest geschikte om voor nakomelingen te zorgen, letterlijk en figuurlijk') haar huidige diversiteit aan levensvormen heeft ontwikkeld, zo zou de mens - in een proces van wellicht enkele miljoenen jaren - stapsgewijs steeds 'hogere' vormen van cultuur hebben bereikt. Alle menselijke samenlevingen zouden min of meer dezelfde ontwikkelingsfasen in eenzelfde, lineaire tijdlijn doorlopen, waarbij sommige nog aan het begin zouden staan, terwijl andere al hoogontwikkeld waren. 

#### Schedelmeting
Een tijdlang werd binnen de fysische antropologie geloofd, dat de schedelvorm en -inhoud een aanduiding zou kunnen zijn voor 'ras', land van herkomst, intelligentie en een indeling op de schaal van 'ontwikkeling'. Het opmeten van schedels of craniometrie werd intensief beoefend door fysisch antropologen, totdat vaststond dat het veronderstelde verband totaal afwezig was.

### Ontdekking van interdependentie tussen culturen
Een revolutionaire ontdekking binnen de culturele antropologie is geweest, dat culturen doorgaans niet in splendid isolation bestaan, maar vrijwel altijd in contact staan met andere culturen, waar ideeën en goederen mee worden uitgewisseld. De ontdekking was 'revolutionair' omdat voorheen culturen werden bestudeerd als 'human zoos without history': in plaats van leeuwen in een kooi waren het mensen en culturen in 'perfect geïsoleerde gebieden'. 

## Methodologie
Interferentie door een 'antropoloog te velde' was eigenlijk uit den boze, want het zou de objectiviteit van de wetenschap tenietdoen. Cultureel-antropologische wetenschap wilde zo het als ideaal beschouwde model van de natuurwetenschappen toepassen op mensen: in een laboratoriumopstelling diende een herhaalbaar, meetbaar experiment te worden uitgevoerd, met een grootst mogelijke objectiviteit. Daar de mens echter niet leeft in een laboratorium, en zich vrijwel nooit exact hetzelfde gedraagt in eendere omstandigheden, moest er gezocht worden naar passender theoretische kaders, zonder het streven naar objectiviteit geheel op te geven. De erkenning dat volledige objectiviteit binnen de sociale wetenschappen een illusie is, en er beter gesproken kan worden van wetenschappelijke intersubjectiviteit, is een grote stap in de goede richting geweest.
Tegenwoordig is de culturele antropologie veel meer dan de bestudering van 'andersheid'. Ook de eigen cultuur kan bestudeerd worden, en 'exotische' culturen zijn in de eigen omgeving aanwezig en hebben zich daarmee in meerdere of minder mate vermengd. De hedendaagse culturele antropologie bestudeert veelal de interactie tussen deze culturen, alsook de taal-, cultuur-, sociale en economische problemen die daarbij kunnen ontstaan. Culturele antropologie geeft geen waardeoordelen, maar kan wel nuttige inzichten verschaffen in hoe een bepaalde cultuur omgaat met een specifiek probleem, waar dat raakvlakken heeft met de omringende culturen, en hoe daartussen gecommuniceerd zou kunnen worden: cultuurbegrip en -verduidelijking, -vertaling, en bemiddeling.

## Zie ook

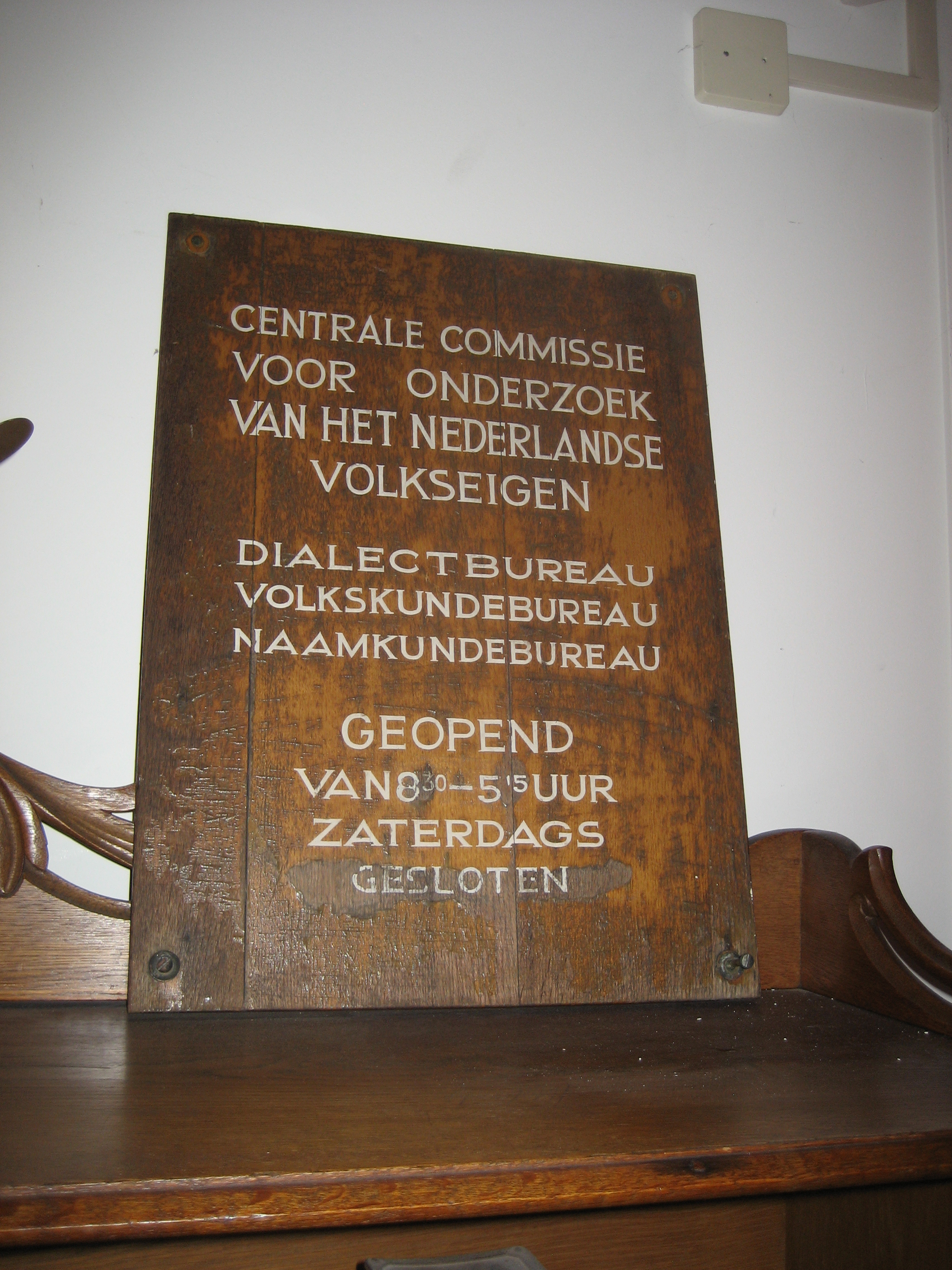
Het bureau (detail) van Piet Meertens, oprichter van het Meertens Instituut